# The Snake Corps
The Snake Corps — рок-гурт з Лондона, що існував протягом 1984–1993 років.
Гурт створили 1984 року колишні учасники «Sad Lovers & Giants» (SL&G), гітарист Трістан Ґарел-Фанк (Tristan Garel-Funk) і ударник Найджел Полард (Nigel Pollard). З наміром грати різкішу за SL&G музику, вони розмістили в музичному тижневику Melody Maker оголошення про пошук музикантів. Після прослуховувань вони вибрали Марка Льюїса (Marc Lewis) на вокал і Лаєма Мак-Гінеса (Liam McGuinness) на бас-гітару.
Після перших успіхів і схвалення деяких прихильників SL&G, Найджел покинув гурт і його замінив Джон Ґревіл (Jon Greville) з гурту «Rudimentary Peni». У такому складі вони записали перший альбом: «Flesh on Flesh», виданий лейблом Midnight Music.
Для урізноманітнення музики гурт вирішив знайти клавішника. До них приєднався один із засновників SL&G Девід Вуд (David Wood). Разом із Джимом Бленчердом (Jim Blanchard, бас-гітарист гурту колег по лейблу «The S-Haters») на заміні Лаєма, The Snake Corps записали другий альбом — «Smother Earth».
Пізніше клавішник Девід Вуд покидає гурт, і його заміняє Ієн Гібсон (Ian Gibson).
Після завершення контракту з Midnight Music гурт записує (але не видає) «The 3rd Cup» на підпорядкованій Midnight Music студії Berry Street Studios.
Через фінансові труднощі Midnight Music був проданий лейблу Cherry Red Records. Гурту не сподобалось, що всі права на їхню музику змінили власника. Після випуску на студії Anagram Records (підлейбл Cherry Red) збірки «Spice» гурт розпався.
За кілька років на лейблі Ophidian (відгалуження Rotator Records) видали CD «3rd Cup».
21 квітня 2012 гурт виступив у Лондоні в такому складі: Марк Льюїс, Лаєм Мак-Гінес, Джим Бленчерд, Девід Віджей (David Vigay, ударна установка), Віл Хікс із Sad Lovers & Giants(Will Hicks, клавішні).

## Учасники
- Marc Lewis — вокал
- Tristan Garel-Funk/Carl Jones/Steve Williams/Liam McGuinness — гітара
- David Wood/Ian Gibson/Simon Meek/Will Hicks — клавіші
- Liam McGuinness/Jim Blanchard — бас-гітара
- Nigel Pollard/Jon Greville/Richard Harris/David Vigay — ударна установка

## Дискографія

### Альбоми
- 1985 Flesh On Flesh — Midnight Music — CHIME 00.14CD
- 1990 Smother Earth — Midnight Music — CHIME 00.52CD
- 1990 More Than The Ocean — Midnight Music — CHIME 1.12CD
- 1993 3rd Cup — Ophidian — OPHD 3001
- 1993 Spice 1984–1993: The Very Best Of — Anagram Records — CDMGRAM 97

### Окремки
- 1985 «Science Kills» — Midnight Music — DONG 13
- 1986 «Victory Parade» — Midnight Music — DONG 19
- 1987 «Testament» — Midnight Music — DONG 30
- 1989 «Calling You» — Midnight Music — DONG 50
- 1990 «Colder Than The Kiss» — Midnight Music — DONG 60
- 1992 «Some Other Time» — Midnight Music — DONG 75